# Santo António das Pombas (Santo Antão)
Santo António das Pombas é uma freguesia de Cabo Verde. É a única freguesia do concelho de Paul, da ilha de Santo Antão. A sua área coincide com a Paróquia de Santo António das Pombas, e o feriado religioso é celebrado a 13 de junho, dia da Santo António. 

## Aldeias
- Janela

## Património
- Farol de Fontes Pereira de Melo